# Dolina za Bramką

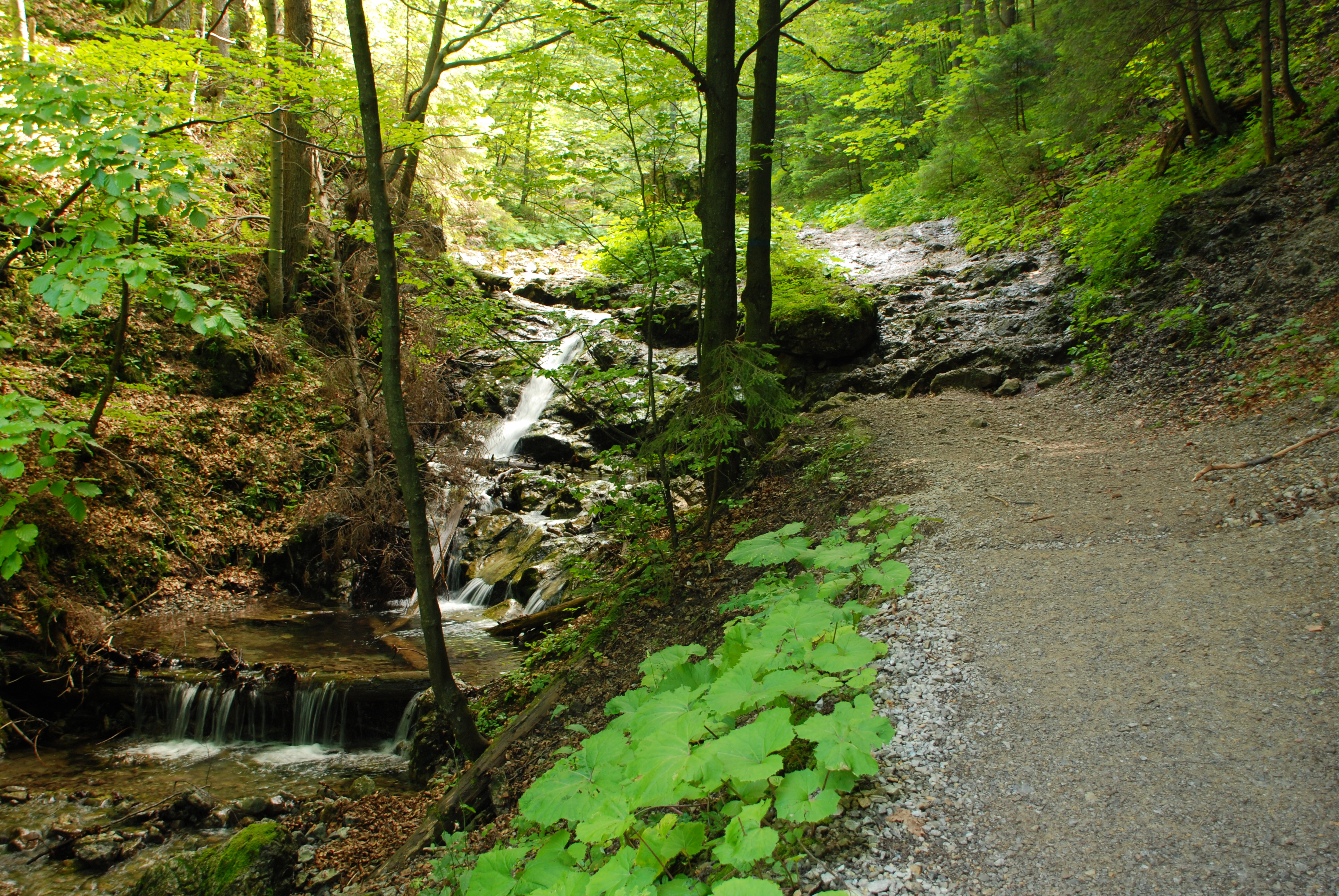
Wanderweg am Potok zza Bramki

Die eiszeitlich durch Gletscher geformte Dolina za Bramką ist ein Tal in der polnischen Westtatra in der Woiwodschaft Kleinpolen.

## Geographie
Das Tal ist rund zwei Kilometer lang und von über 1445 Meter hohen Bergen umgeben, u. a. dem Massiv des Łysanki. Es hat eine Fläche von ungefähr hundert Hektar.
Das Tal fällt von Süden nach Norden von ungefähr 1445 Höhenmetern auf 897 Höhenmeter herab. Es wird vom Potok zza Bramki durchflossen. Das Tal öffnet sich im Vortatragraben auf dem Gebiet des Zakopaner Stadtteils Stare Krzeptówki beim Wanderweg Droga pod Reglami.
Im Tal befinden sich zahlreiche Höhlen, unter anderem die Schronisko w Dolinie za Bramką.

## Etymologie
Der Name lässt sich übersetzen als „Tal hinter dem Tor“. Der Name rührt von einem Tor, das bis 1875 am Beginn des Tals stand. In der Nähe des Taleingangs steht die denkmalgeschützte Chałupa Sabały, das Haus des polnischen Scherpas Sabała aus dem 19. Jahrhundert.

## Flora und Fauna
Das Tal liegt oberhalb und unterhalb der Baumgrenze und wird im oberen Bereich von Bergkiefern und im unteren Bereich von Nadelwald bewachsen. Das Tal ist Rückzugsgebiet für zahlreiche Säugetiere und Vogelarten.

## Klima
Im Tal herrscht Hochgebirgsklima.

## Tourismus
Durch das Tal führen ein Wanderweg von Zakopane. 
- ▬ Ein grün markierter Wanderweg führt vom Droga pod Reglami durch das Tal entlang des Potok zza Bramki. Der Wanderweg endet im Tal, da der weitere Übergang zum Weg Droga nad Reglami gesperrt wurde.

## Panorama

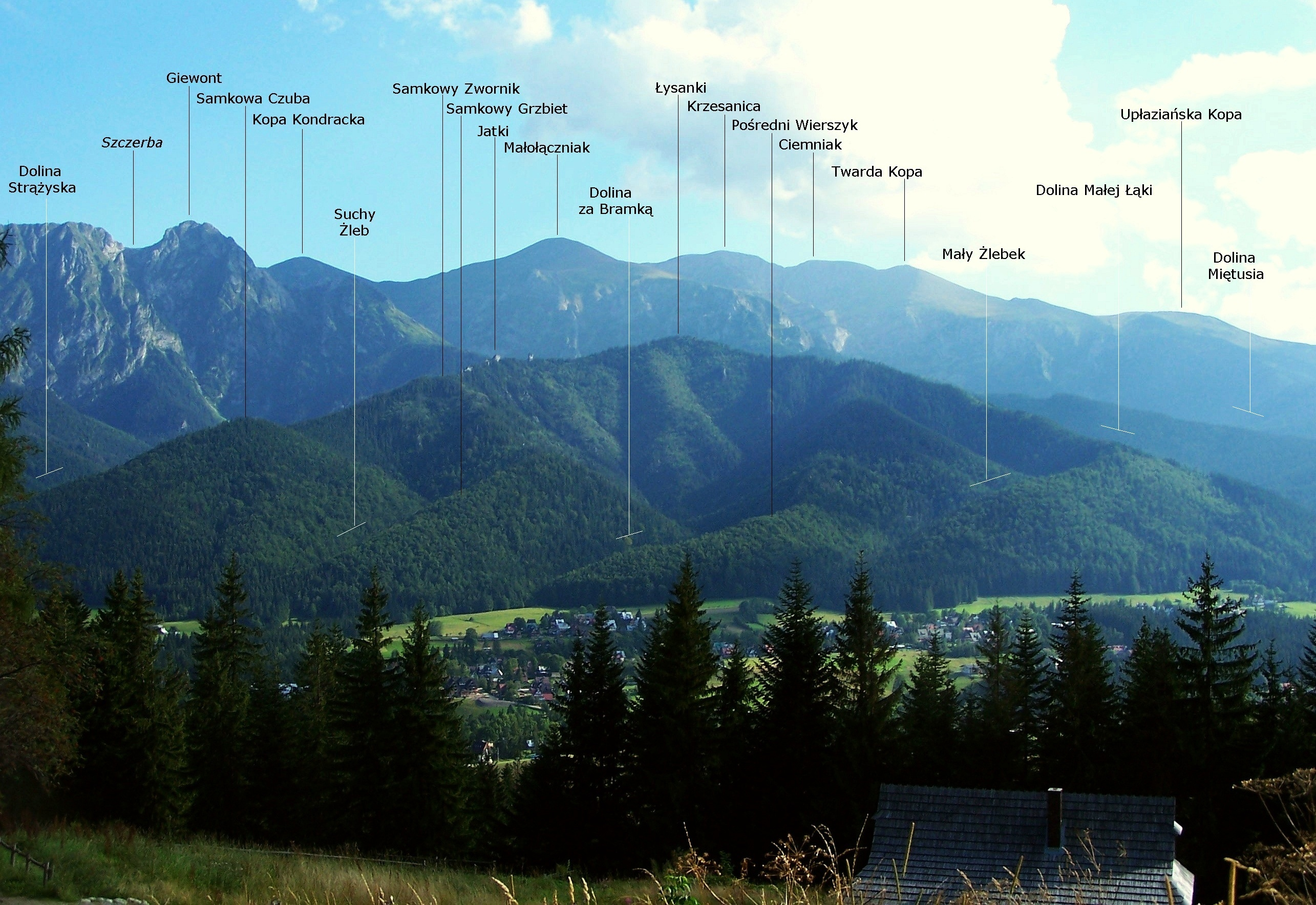
Panorama des Tals vom Gipfel Gubałówka, das Tal liegt mittig im Bild